# Murina fusca
Murina fusca é uma espécie de morcego da família Vespertilionidae. Endêmica da China.